# Franciszkanizm (ruch religijny)
Franciszkanizm − zainicjowany w Europie w XIII w. ruch religijny w łonie Kościoła katolickiego, którego pierwszymi protagonistami byli św. Franciszek z Asyżu i jego naśladowcy. W historiografii pojęcie to wiąże się z rozwojem zakonów franciszkańskich, natomiast w sztuce – wkład przedstawicieli wspólnot franciszkańskich w poszczególne jej dyscypliny oraz inspirację ideałami i motywami właściwymi dla duchowości franciszkańskiej.

## Geneza
Ruch bierze swą nazwę od imienia założyciela Zakonu Braci Mniejszych popularnie zwanego franciszkanami, włoskiego mistyka doby średniowiecza Franciszka z Asyżu. W okresie, w którym rozpoczął on swoją działalność (przełom XII i XIII w.), jedność i uniwersalizm średniowiecza zaczynał tracić swą polityczną i religijną zwartość. Po śmierci Fryderyka Barbarossy w Niemczech coraz bardziej zaczęli dochodzić do głosu poszczególni panowie feudalni i rady wolnych miast, w Italii zaś popierane przez biskupów gminy miejskie. Chociaż na czele Kościoła katolickiego stali w tym okresie wybitni stratedzy jak Innocenty III, to jednak wśród mas zaczęły pojawiać się ruchy heretyckie. Życie stawało się dużo bardziej zorganizowanym i prężniejszym niż w dotychczasowym systemie czysto feudalnym: gospodarkę naturalną zastępowano gospodarką pieniężną, organizowano targi i jarmarki, powstawały drobne manufaktury, rozwijało się rzemiosło, ludność wsi coraz częściej przenikała do miast, wiążąc z nimi swój byt. Był to okres powstawania najróżniejszych cechów, w których skupiała się ludność mająca wspólne interesy. Zorganizowana w gminy ludność stopniowo wymykała się spod zwierzchnictwa lennego. Ze swego rodzaju stałości miejsca (łac. stabilitas loci) w systemie feudalnym, nastąpiło przejście do charakteryzującego gminę ruchu; od wszechobecnej łaciny zaczęto preferować języki lokalne, także w aktach urzędowych.
Tak duże zmiany społeczne nie mogły pozostać bez wpływu na sposób postrzegania otaczającego świata, relacji społecznych, instytucji Kościoła i majestatu Boga. Obok postawy buntu wobec zastanych struktur, przejawiającej się falami ruchów heretyckich w Europie, wraz z ruchem franciszkańskim pojawiło się też nowe, w pewien sposób przewartościowane spojrzenie na najważniejsze faktory życia człowieka. We Franciszku z Asyżu zaszczepione zostały w kulturze ideały humanizmu bazującego na Ewangelii, która mobilizowała raczej do pokojowej rewolucji niż niszczącego buntu. Asyżanin stał się propagatorem powrotu do korzeni wiary chrześcijańskiej, pragnąć reformować Kościół od środka.

## Rozwój ruchu
Bardzo szybko do młodego asyskiego mistyka przyłączyła się grupa naśladowców. Pochodzili oni z różnych stanów, niektórzy byli ludźmi wykształconymi. Biedaczyna, jak czasem nazywany jest Franciszek z Asyżu w literaturze przedmiotowej, zyskał przychylność kleru, najpierw w rodzinnym Asyżu, następnie zaś w kurii papieskiej. Przyjacielem Franciszka był kardynał Ugolino di Conti di Segni, późniejszy papież Grzegorz IX. Dla swoich naśladowców Franciszek napisał regułę zakonną, którą zaakceptowały władze kościelne. Ruch franciszkański szybko rozprzestrzenił się poza Półwysep Apeniński. Przyczynił się do tego nie tylko rozwój Zakonu Braci Mniejszych, ale i jego żeńskiej gałęzi klariańskiej oraz tercjarzy. Do tych ostatnich wstępowali przedstawiciele najwyższych warstw społeczeństwa, np. Ludwik IX król Francji. Franciszkanie prowadzili działalność misyjną na Bliskim Wschodzie, w Afryce, a po odkryciu Ameryki byli zabierani na statki portugalskie i hiszpańskie jako kapelani.
Trudno jest określić liczbę osób, które w ciągu ośmiu wieków istnienia ruchu zetknęły się z nim bezpośrednio, stając się jego protagonistami, poprzez wstąpienie do któregoś z zakonów czy zgromadzeń olbrzymiej rodziny franciszkańskiej. Franciszkanizm odegrał wpływ na rozwój filozofii i teologii, przyczynił się do rozwoju liturgii Kościoła katolickiego. Wystarczy przypomnieć, iż rozpowszechnienie się brewiarza, używanego początkowo tylko przez kurialistów papieskich, Kościół zawdzięcza właśnie franciszkanom. Bracia Mniejsi byli propagatorami takich form modlitewnych, jak Droga krzyżowa czy Anioł Pański. Ruch franciszkański przyczynił się do rozwoju uniwersytetów, wzmocnił działalność misyjną Kościoła katolickiego (Reguła Braci Mniejszych była pierwszą regułą zakonną mówiącą wprost o działalności misyjnej) oraz wpłynął na pogłębienie życia religijnego wiernych, poprzez rozwój doloryzmu, kultu eucharystycznego, Dziecięcia Jezus, Imienia Jezus, oraz wpływając na ukształtowanie kultu Serca Jezusowego. Odegrał ważną rolę w rozwoju literatury światowej, również polskiej.
Ruch pozostaje żywotny także w XXI wieku. O jego sile i witalności na przestrzeni wieków decyduje przede wszystkim stałe odradzanie się, dzięki powrotowi do źródeł i różnych form pierwotnego radykalizmu.

## Duchowość ruchu
Wyznacznikiem przynależności do ruchu franciszkańskiego jest życie jego duchowością. Do szeregu cech ją charakteryzujących zalicza się:
- uznanie Jezusa Chrystusa jako wzoru do naśladowania (życie ewangeliczne)
- uznawanie Kościoła za „matkę” w sensie duchowym i wszelkie wynikające z tego konsekwencje (szacunek dla urzędu Piotra, poddanie duchowieństwu, prawowierność doktrynalna)
- uznawanie wartości Reguły franciszkańskiej jako pochodnej od Ewangelii formy życia
- życie w braterstwie (także braterstwo stworzeń, szacunek do przyrody jako pochodna)
- pozostawanie na byciu mniejszymi, tzw. minoritas
- głoszenie Ewangelii każdemu stworzeniu
- radość franciszkańska
- umiłowanie przebywania z Bogiem, życie modlitwy, medytacja
- czystość moralna jako cnota
- posłuszeństwo i ubóstwo jako przejawy minoritas
- cześć Matki Bożej
- szacunek do bliźniego, szczególnie grzeszników, potrzebujących i nieprzyjaciół
- wynikające z poprzednich przezwyciężanie pokus, umartwienie (pokuta), cierpliwość w chorobie i umieranie z nadzieją

## Święci
W ciągu ośmiu wieków istnienia ruch franciszkański dał Kościołowi ponad 400 świętych i błogosławionych. Do najważniejszych należą:
- Franciszek z Asyżu
- Klara z Asyżu
- Antoni z Padwy
- Maksymilian Maria Kolbe
- Pio z Pietrelciny

## Szkoła franciszkańska
W historiografii istnieje pojęcie szkoły franciszkańskiej. Nie oznacza jednak ono zamkniętej organizacji, ale charakterystyczny sposób myślenia, odznaczający się prymatem woli i działania nad wolą i spekulacją. W teologii pojęcie szkoła franciszkańska oznacza doktrynę o Niepokalanym Poczęciu Najświętszej Maryi Panny, zapoczątkowaną przez franciszkanina bł. Jana Dunsa Szkota.

### Filozofia i teologia
W wieku XIII w. franciszkanizm zakorzenił się mocno na dwóch wszechnicach: Oksfordzie i Paryżu, na których Bracia Mniejsi otrzymali oddzielne katedry, gdzie wykładowcą był bł. Jan Duns Szkot. Na pierwszym franciszkańskie studium zorganizował Aleksander z Hales, na drugim: Robert Grosseteste. Złotym wiekiem rozwoju tych ośrodków była II poł. XIII i I poł. XIV w. Do wielkich filozofów i teologów tego czasu zaliczają się: Matteo d’Acquasparta, Piotr Jan Olivi, William Ockham, Rajmund Llull. Największą sławę zdobyli dwaj luminarze:
- Bonawentura z Bagnoreggio, Doctor seraphicus (Doktor seraficki). Swoją filozofię oparł w dużej mierze na augustynizmie. Przez papieża Sykstusa V porównany wraz z Tomaszem z Akwinu do dwóch pochodni oświecających cały Kościół.
- Jan Duns Szkot, Doctor subtilis (Doktor subtelny). W odróżnieniu od Bonawentury swoją filozofię i teologię oparł nie na Platonie i Augustynie, lecz na Arystotelesie, uczynił to jednak w inny sposób, niż w tomizmie, dając początek skotyzmowi. Jego uzasadnienie Niepokalanego Poczęcia Maryi stało się podstawą ogłoszonego kilkaset lat później dogmatu.

### Biblistyka
W dziedzinie nauk biblijnych należy podkreślić wkład franciszkanów związanych z Studium Biblicum Franciscanum w Jerozolimie. Sławą największego biblisty wśród franciszkanów cieszy się jednak Gabriele Allegra, którego dziełem jest całościowe tłumaczenie Biblii na język chiński.

### Nauki ścisłe
Na polu nauk empirycznych największą postacią franciszkanizmu stał się Roger Bacon, zwany Doctor mirabilis, ojciec metod eksperymentalnych. Zajmował się – prócz filozofii – matematyką, astronomią, geografią, fizyką, chemią. Przepowiedział dużą liczbę późniejszych odkryć i wynalazków. Jego domeną była też filologia języków potrzebnych w biblistyce i pracy misyjnej: hebrajskiego, greckiego i arabskiego.
Żyjący na przełomie XV i XVI w. Włoch Luca Pacioli, zwany ojcem rachunkowości, opracował zasady podwójnego zapisu. W XX w. najbardziej zasłużył się lekarz, psycholog, autor wielu inicjatyw Agostino Gemelli; jego imię nosi Poliklinika Gemellego w Rzymie.

## Wpływ na sztukę
Franciszkański sposób widzenia świata poprzez dowartościowanie człowieka i natury przyczynił się do stworzenia nowych kanonów piękna. Dzięki temu Ernest Renan nazywa Franciszka ojcem sztuki włoskiej. Z pewnością inspiracje franciszkańskie stały się ważnym czynnikiem przemian poprzedzających Renesans. Utwory literackie o inspiracji franciszkańskiej cechują się mistyczną niemalże żarliwością wywodu, plastycznością; ich język jest językiem ludu. W malarstwie pojawia się portret jako wynik zainteresowania osobą i jej fizjonomią. Odchodzi się od sztywnych bizantyjskich ikon. Kościoły i klasztory franciszkańskie cechują się elegancką, choć surową prostotą.

### Literatura
Sam Franciszek ułożył kilka tekstów o charakterze poetyckim. Najsłynniejszym pozostaje Pieśń słoneczna – pieśń chwaląca Boga w pięknie Jego stworzeń. Idąc śladem Założyciela wielu franciszkanów oddawało się pracy twórczej. Należy tu wymienić pierwszego biografa Biedaczyny z Asyżu, Tomasza z Celano, autora wielu sekwencji liturgicznych (najsłynniejszą jest Dies irae), Juliana ze Spiry (+1250), Jana z Pecham (+1292), Jacopone da Todi (+1306), autora sekwencji Stabat Mater, wreszcie Dante Alighieri, franciszkańskiego tercjarza, którego Boska komedia wykazuje wiele cech franciszkańskich.
W Polsce bernardyn Władysław z Gielniowa (+1505) stał się autorem pieśni religijnych w języku polskim. Przez niektórych badaczy literatury uważany jest za najwybitniejszego polskiego twórcę średniowiecznego znanego z imienia.
Zob.: Franciszkanizm w literaturze

### Malarstwo i rzeźba
Żaden z założycieli zakonów nie miał tylu wizerunków autorstwa największych mistrzów, co św. Franciszek: Cimabue  w wieku XIII (obraz Świętego jego pędzla jest uważany za pierwszy od tysiąca lat realistyczny portret), Giotto di Bondone – autor głównego cyklu fresków w bazylice św. Franciszka w Asyżu, Simone Martini, Pietro Lorenzetti w XIV, El Greco w XVI, Peter Paul Rubens, Jusepe de Ribera, Francisco de Zurbarán i Murillo w XVII w. Nie brakowało również utalentowanych malarzy czy rzeźbiarzy w gronie samych franciszkanów (np. Innocenty z Palermo).